# 神の現存についての3つの小典礼
神の現存についての3つの小典礼（仏: Trois petites liturgies de la présence divine）は、オリヴィエ・メシアンが作曲した合唱曲。弦楽合奏、パーカッション、女声合唱、ピアノとオンド・マルトノの独奏を伴う３楽章からなる。歌詞は全てメシアン自身が作詞した。

## 作曲と初演
パリのコンセール・ド・ラ・プレイヤード Concerts de la Pléiadeのためにドゥニーズ・トゥアル Denise Tualの委嘱により、第二次世界大戦中の1943年11月15日から1944年3月15日までの期間に作曲された。メシアンは当時既に2台のピアノによる「アーメンの幻影」Visions de l'amenで成功を収めていたため、この作品も当初は2台のピアノによる作品として構想を練っていた。 歌詞は、題名が示すように、メシアン自身、そして世界中のありとあらゆるものの中に神が存在していることを示している。メシアンによれば、それぞれの楽章は神の存在の異なる側面を描いているという。
本曲の主たる概念は「神の存在」であり、各楽章は異なった側面の神の存在に捧げられている。第一楽章'Antienne de la Conversation intérieure'（「内なる対話のアンティフォナ」）は、私たちの内部に存在する神に捧げられている。第二楽章'Séquence du Verbe, Cantique Divin'（「御言葉のセクエンツィア、神のカンティクム」）は、神自身の中に存在する神に捧げられている。そして第三楽章'Psalmodie de l’Ubiquité par amour'（「愛による遍在のプサルモディア」）は、全てのものの内部に存在する神について記されている。これらの説明困難な概念はその通り説明されることはないが、まばゆいばかりの色彩が次々に提示されることによって印象付けられるのである。
本作品の初演は、1945年4月21日に旧コンセルヴァトワールホールで開催されたコンセール・ド・ラ・プレイヤードConcerts de la Pléiadeで、ジネット・マルトノによるオンド・マルトノ、イヴォンヌ・ロリオによるピアノ、イヴォンヌ・グヴェルネ指揮による合唱団、ロジェ・デゾルミエール指揮、パリ音楽院管弦楽団 Orchestre de la Société des Concerts du Conservatoire de Paris によって行われた。
初演に立ち会った聴衆には、アルテュール・オネゲル、ジョルジュ・オーリック、フランシス・プーランク、アンリ・ソーゲ、ロラン＝マニュエル、アンドレ・ジョリヴェ、クロード・デルヴァンクール、ラザール・レヴィ、ジャン・イヴ・ダニエル＝ルシュール、イレーネ・ヨアヒム、モーリス・ジャンドロン、ジャン・ウィナー、ジョルジュ・ブラック、ポール・エリュアール、ピエール・ルヴェルディ、ピエール・ブーレーズ、セルジュ・ニグ、ピエール・アンリら、錚々たる面々がいた。作品は大衆には好評をもって迎えられたが、批評家の多くが難色を示したため、のちに「典礼戦争」、"bataille des liturgies"として知られる論争を巻き起こした。論争の主要な論点は二つあり、一つは「メシアンによる作品解説の内容と関連性」、もう一つは宗教的な主題を表現するにはいささか「普通ではない音響」の使用であった。著名な音楽学者・批評家であったクロード・ロスタンは特に激しく反応し、この作品を「見かけ倒しで、偽りの壮大さを持つ疑似神秘主義的な作品」と罵り、「汚い爪と湿った手、膨れ上がった顔と不健康な脂肪の塊、有害な物質でいっぱいの作品であり、口紅を塗りたくった天使のような不快さを引き起こす」とまで言い放つ始末であった。数年後、ロスタンは次のようにも書いた。「本作の初演は、ドイツによるフランス占領の終焉にも原因の一端があるものの、音楽の都パリを狂乱の渦に陥れた。それはストラヴィンスキーの全盛期以来決して見られなかったものだ。メシアンは「称賛」と「磔刑」を同時に受けたのだ。」それにもかかわらず、現在ではこの作品はメシアンの最も完成度の高い、しかし演奏の困難な作品の一つであり、調性に根ざしてはいるが、後年の鳥のさえずりやヒンドゥー教のリズムの採用、演奏難易度の平易化についての実験を予言するものであったと評価されている。

## 構成
1. Antienne de la conversation intérieure (内なる対話のアンティフォナ)
A-B-A (三部形式)
2. Séquence du Verbe, Cantique Divin (御言葉のセクエンツィア、神のカンティクム)
変奏、リフレイン形式、およびカプレットが連続して交互に現れる有節歌曲形式
3. Psalmodie de l'Ubiquité par amour (愛による遍在のプサルモディア)
A-B-A

演奏時間は約35分。

## 楽器編成
- ピアノ独奏
- オンド・マルトノ独奏
- 36人の女声合唱
- パーカッション（ビブラフォン、チェレスタ、サスペンデットシンバル、タムタム、マラカス）
- 弦楽器（第一ヴァイオリン8、第二ヴァイオリン8、ヴィオラ6、チェロ6、コントラバス4）[4]